# イロコス地方

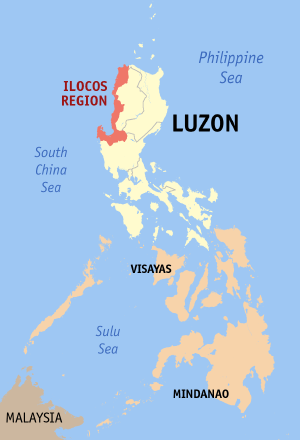

イロコス地方（イロコスちほう、Ilocos Region, Region I）は、フィリピン北部ルソン島の北西にある地方で、行政中心都市はサンフェルナンド（San Fernando）である。

## 地理
リンガエン湾を擁す。

## 州
- イロコス・ノルテ州
- イロコス・スル州
- ラ・ウニョン州
- パンガシナン州